# Бри (Шарант)
Бри (фр. Brie) насеље је и општина у западној Француској у региону Поату-Шарант, у департману Шарант која припада префектури Ангулем.
По подацима из 2011. године у општини је живело 4126 становника, а густина насељености је износила 121,17 становника/km². Општина се простире на површини од 34,05 km². Налази се на средњој надморској висини од 135 метара (максималној 167 m, а минималној 67 m).

## Демографија
| 1962. | 1968. | 1975. | 1982. | 1990. | 1999. | 2011. |
| ----- | ----- | ----- | ----- | ----- | ----- | ----- |
| 826   | 1.034 | 1.276 | 1.931 | 2.728 | 2.980 | 4.126 |

График промене броја становника у току последњих година